# Camponotus saussurei
Camponotus saussurei é uma espécie de inseto do gênero Camponotus, pertencente à família Formicidae.